# Джустиниани, Маркантонио
Маркантонио Джустиниани (итал. Marcantonio Giustiniani) (2 марта 1619 — 23 марта 1688, Венеция, Венецианская республика) — 107-й дож Венеции (с 26 января 1684 до смерти).

## Биография
Маркантонио Джустиниани родился в Венеции. Оба родителя Маркантонио (Пьетро и Марина) принадлежали к фамилии Джустиниани, но к разным её ветвям: линия отца получила в народе прозвище Budella d’oro (золотые кишки) за свои несметные богатства, а линию матери называли «епископы», потому что много выходцев из этой линии были церковнослужителями.
В юности Маркантонио учился в университетах Падуи и Парижа, постепенно накапливая знания в области истории, юриспруденции, богословия, философии, истории, языкознания (знал латынь, греческий, иврит) и став к концу срока обучения очень эрудированным человеком. Вернувшись в Венецию, занимал различные должности, в том числе был проведитором во время войны с турками на Крите. Когда он исполнял посольскую миссию при дворе французского короля, монарх пожаловал его рыцарским званием. Был членом Совета десяти, занимал разные посты, но никогда — важные. Женат не был.

## Правление
Маркантонио был избран дожем 26 января 1684 года, причём для этого хватило одного тура голосования. Возможно, что объяснение такой быстрой победы невыразительного кандидата кроется в религиозности Маркантонио, что было очень важно в то время, потому что Венеция вела войну против турок (Морейская война) и правительство считало важным подчёркивать именно конфессиональный характер этой войны.
Впрочем, после победы выборщикам пришлось долго уговаривать Маркантонио не отказываться от назначения, потому что сам кандидат предпочитал удалиться в его любимый монастырь Сан-Джорджо-Маджоре, чем править государством.
Правление Маркантонио примечательно чередой пышных церемоний, которые новый дож стремился проводить в Венеции каждый раз, когда для этого отыскивался повод в календаре церковных праздников. Утро в день памяти очередного святого всегда начиналось в церкви с молебна, по всему городу звонили колокола, затем гости устремлялись во дворец на банкет, где также звучали молебны, так что очень быстро новый правитель получил в народе прозвище Te Deum.
Умер 23 марта 1688 в Венеции и согласно его желанию похоронен в церкви Сан-Франческо-делла-Винья - обычное место погребения членов Францисканского ордена.